# José Luis Torres Colomer
José Luis Ramón Torres Colomer, né le 22 août 1942, est un homme politique espagnol membre du Parti populaire.

## Biographie

### Vie privée
Il est marié et père d'une fille et deux fils.

### Carrière politique
Il est maire de Ribeira de 1991 à 2008 et président de la députation de La Corogne de 1999 à 2003. De 1981 à 1991, il est député au Parlement de Galice.
Le 9 mars 2008, il est élu sénateur pour La Corogne au Sénat et réélu en 2011, 2015 et 2016.